# Marine-Flakschulen (Kriegsmarine)
Für die Ausbildung von Marinepersonal der Kriegsmarine bzgl. Marine-Flak wurde 1941 erst zwei, dann 1943 weitere sechs Marine-Flakschulen eingerichtet.

## Marine-Flugabwehr- und Küstenartillerieschule/Marine-Flugabwehrschule
Die Marine-Flugabwehr- und Küstenartillerieschule (Fla.K.S.) wurde noch zu Friedenszeiten in Wilhelmshaven eingerichtet. Im April 1939 kam die Schule nach Swinemünde. Im Januar 1941 wurde die Küstenartillerie-Schule ausgegliedert und die Marine-Flugabwehrschule entstand. Die Lehrgruppe Küstenartillerie wurde für die Einrichtung der Küstenartillerie-Schule herangezogen und hatte Standorte in Swinemünde und Althagen. Die Marine-Flugabwehrschule hatte sieben Abteilungen.
1942 erfolgte die Umbenennung in Marine-Flugabwehrschule I. Im September 1943 wurde die Marine-Flugabwehrschule I in die Marine-Flakschule I überführt.

### Gliederung (Auswahl)
- Artillerieschulschiff Brummer: ab Frühjahr 1937
- Artillerieschulschiff Mars: ab der Indienststellung am 20. Januar 1941, nach der Auflösung zum Höheren Kommandeur der Marineflak- und Küstenartillerieschulen

### Kommandeure (Auswahl)
- Kapitän zur See Kurt Caesar Hoffmann: von Oktober 1937 bis Ende Juni 1939
- Kapitän zur See/Konteradmiral Ernst Scheurlen: von Juni 1939 mit Unterbrechungen bis Februar 1943
- Fregattenkapitän/Kapitän zur See Friedrich Böhme: von März 1943 bis zur Auflösung

## Küstenartillerie-Schule
Die Küstenartillerie-Schule wurde Anfang Januar 1941 aus der Lehrgruppe Küstenartillerie der Marine-Flugabwehr- und Küstenartillerieschule aufgestellt und bestand bis Kriegsende.

### Kommandeure
- Fregattenkapitän/Kapitän zur See Johannes Babel: von der Einrichtung im Januar 1941 bis Oktober 1942
- Fregattenkapitän (MA) Wilhelm Töttcher: von Oktober 1942 bis April 1944
- Korvettenkapitän (MA) d. R. Ernst Michaelsen: von April 1944 bis Kriegsende

## Marine-Flakschule I
Im September 1943 wurde durch die Umbenennung der Marine-Flugabwehrschule I in Swinemünde die Marine-Flakschule I das erste Mal eingerichtet. Die Unterstellung erfolgte unter die Artillerie-Inspektion. Die Marine-Flakschule I hatte eine Wettkampfgemeinschaft und trat als WKG Marine-Flakschule Swinemünde im Fußball in der Gauliga Pommern an.
Im Oktober 1943 wurde die Schule und die Abteilungen in acht selbstständige Marine-Flakschulen geteilt und zugleich der Kommandeur zum Höheren Kommandeur der Marineflugabwehr- und Küstenartillerieschulen ernannt.
Im Oktober 1943 wurde eine Marine-Flakschule I in Usedom aufgestellt. Hierfür wurde die ehemalige 1. Abteilung (schwere Bordflak) der aufgelösten Marine-Flakschule I in Swinemünde herangezogen. Ab diesem Zeitpunkt war bis Kriegsende die Warendorp als E-Meß-Schulboot der Marine-Flakschule I zugeordnet.

### Gliederung
- Abteilung 1 (schwere Bordflak)
- Abteilung 2 (schwere Landflak)
- Abteilung 3 (leichte Flak)
- Abteilung 4 (Flakscheinwerfer und Horchausbildung)
- Abteilung 5 (Funkmeß)
- Abteilung 6 (Artillerietechnik)
- Abteilung 7 (Unterseebootflak)

### Kommandeure
- Korvettenkapitän/Fregattenkapitän Albrecht Schnarke: von Oktober 1943 bis Mai 1944, vormals Kommandeur der 1. Abteilung der Marine-Flugabwehr- und Küstenartillerieschule
  - Korvettenkapitän Klaus Bahr: Februar 1943 als Stabsoffizier im Stabe in Vertretung[2]
- Korvettenkapitän Friedrich Spies: von Juli 1944 bis April 1945

## Marine-Flakschule II
Zeitgleich mit der Marine-Flakschule I wurde im September 1941 in Dax in Südfrankreich die Marine-Flakschule II eingerichtet. Die Unterstellung erfolgte anfangs fachlich unter den Inspekteur des Bildungswesens bzw. Kommandant der Seeverteidigung Gascogne.
Als im August 1944 Südfrankreich geräumt werden musste, bildete die ehemalige Marine-Flakschule II unter deren ehemaligen Kommandeur das Marine-Regiment Gebauer der Marinebrigade Weber.

### Gliederung
- Scheinwerfer-Lehr-Batterie
- schwere Flak-Lehr-Batterie
- 1. bis 4. leichte Flak-Lehr-Batterie

### Kommandeure
- Korvettenkapitän Klaus Bahr: von September 1941 bis Dezember 1941 in Vertretung, anschließend als Stabsoffizier zur Marine-Flakschule I, in Vertretung Höherer Kommandeur der Marineflak- und Küstenartillerieschulen und Kommandeur des Festungs-Alarm-Regiment 5 der Festungs-Division Swinemünde[2]
- Kapitän zur See Max Gebauer: von Dezember 1941 bis zur Auflösung im August 1944, anschließend bis zu seiner Kriegsgefangenschaft im September 1944 Kommandeur des Marine-Regiments Gebauer der Marinebrigade Weber

## Marine-Flakschule III
Die Marine-Flakschule III wurde erst im Oktober 1943 in Misdroy aufgestellt. Dabei wurde die 3. Abteilung (leichte Flak an Bord und Land) der Marine-Flakschule I für die Aufstellung herangezogen. Die Unterstellung erfolgte unter die Artillerie-Inspektion.
Im Januar 1945 wurde die Marine-Flakschule III aufgelöst und das Personal für die Aufstellung der Festungs-Division Swinemünde, u. a. für das Festungs-Alarm-Regiment 2, herangezogen.
Kommandeur war der Korvettenkapitän Willi Jahn, welcher nach der Auflösung der Schule das II. Bataillon des Festungs-Alarm-Regiments 2 übernahm.

## Marine-Flakschule IV
Zeitgleich mit der Einrichtung von weiteren Marine-Flakschulen wurde im Oktober 1943 auf Usedom in Neuendorf aus der 4. Abteilung (Flakscheinwerfer- und Horchausbildung) der Marine-Flakschule I die Marine-Flakschule IV aufgestellt. Die Unterstellung erfolgte unter die Artillerie-Inspektion.
Im Januar 1945 wurde die Marine-Flakschule IV aufgelöst und das Personal für die Aufstellung der Festungs-Division Swinemünde, u. a. für das Festungs-Alarm-Regiment 4, herangezogen.
Kommandeur war der Korvettenkapitän (MA) Otto Koertge, vorher Lehrgangsleiter an der Marine-Flakschule I.

## Marine-Flakschule V
Zeitgleich mit der Einrichtung von weiteren Marine-Flakschulen wurde im Oktober 1943 in Swinemünde aus der 5. Abteilung (Funkmeßausbildung) der Marine-Flakschule I die Marine-Flakschule V aufgestellt. Die Unterstellung erfolgte unter die Artillerie-Inspektion.
Im Januar 1945 wurde die Marine-Flakschule V aufgelöst und das Personal für die Aufstellung der Festungs-Division Swinemünde, u. a. für das Festungs-Alarm-Regiment 5, herangezogen.
Kommandeur war der Fregattenkapitän/Kapitän zur See Adolf Freiherr von Wieser. Von Wieser war zugleich Bataillonskommandeur bzw. Kommandeur des Marine-Regiments von Wieser.

## Marine-Flakschule VI
Zeitgleich mit der Einrichtung von weiteren Marine-Flakschulen wurde im Oktober 1943 in Wesel aus der 6. Abteilung (Artillerietechnische Ausbildung) der Marine-Flakschule I die Marine-Flakschule VI aufgestellt. Die Unterstellung erfolgte unter die Artillerie-Inspektion.
Im Oktober 1944 wurde die Marine-Flakschule VI im Raum Swinemünde nach Ückeritz verlegt.
Im Januar 1945 wurde die Marine-Flakschule VI aufgelöst und das Personal für die Aufstellung der Festungs-Division Swinemünde herangezogen.

### Kommandeure
- Korvettenkapitän (MA)/Fregattenkapitän (MA) Max Krämer[3]: von 1943 bis Mai 1944, später Kommandeur von Marine-Artillerie-Abteilungen
- Korvettenkapitän (W) Hermann Stetter: von Juni 1944 bis zur Auflösung im Januar 1945

## Marine-Flakschule VII
Zeitgleich mit der Einrichtung von weiteren Marine-Flakschulen wurde im Oktober 1943 in Swinemünde aus der 7. Abteilung (Unterseebootflak) der Marine-Flakschule I die Marine-Flakschule VII aufgestellt.
Im Januar 1945 wurde die Marine-Flakschule VII aufgelöst und das Personal für die Aufstellung der Festungs-Division Swinemünde herangezogen.
Kommandeur war der Korvettenkapitän Heinrich Kamper.

## Marine-Flakschule VIII
Zeitgleich mit der Einrichtung von weiteren Marine-Flakschulen wurde im Oktober 1943 im Raum Swinemünde in Zempin aus der 2. Abteilung (schwere Landflak) der Marine-Flakschule I die Marine-Flakschule VIII aufgestellt. Die Unterstellung erfolgte unter die Artillerie-Inspektion.
Im Januar 1945 wurde die Marine-Flakschule VIII aufgelöst und das Personal für die Aufstellung der Festungs-Division Swinemünde herangezogen.

### Kommandeure
- Fregattenkapitän Wolff Freiherr von Lupin: von Oktober 1943 bis November 1943, vorher Lehrgruppenleiter schwere Landflak an der Marine-Flakschule I
- Korvettenkapitän (MA) d. R. Ernst-August Hartmann[4]: von November 1943 bis Mai 1945